# Грань (ракета)
Грань — керована ракета класу «повітря — повітря» ближнього повітряного бою.

## Призначення
Високоманеврова авіаційна керована ракета класу "повітря — повітря" ближнього повітряного бою з інфрачервоною головкою самонаведення, неконтактним радіолокаційним датчиком цілі в міліметровому діапазоні і керованим вектором тяги двигуна призначена для перехоплення і ураження високоманеврових засобів повітряного нападу і розвідки при атаці:
- в будь-який час доби;
- в передню і задню напівсфери цілей;
- на фоні землі, неба та водної поверхні;
- в простих та складних метеорологічних умовах;
- з активною інформаційною та маневровою протидією противника.

Ракета призначена для застосування в системах озброєння винищувачів, фронтових бомбардувальників та штурмовиків.
Ракета створена за нормальною аеродинамічною схемою і має крило малого розмаху з довгою бортовою хордою.

## ТТХ
| Показник                                                | Характеристика |
| ------------------------------------------------------- | -------------- |
| Висота носія, м                                         | 20 - 20 000    |
| Висота цілі, м                                          | 20 - 20 000    |
| Швидкість носія, км/год                                 | 650 - 2 500    |
| Швидкість цілі, км/год, не більше                       | 2 700          |
| Співвідношення швидкостей носія і цілі                  | 0,8 - 3        |
| Перенавантаження цілі, g                                | 0 - 12         |
| Перевищення (приниження) цілі над (під) носієм, м       | 0 - 5 000      |
| Кути цілевказання, …o                                   | ± 60           |
| Дальність пуску за умов атаки: в задню напівсферу, км   | 0,3 - 20       |
| Дальність пуску за умов атаки: в передню напівсферу, км | 0,65 - 40      |
| Дальність пуску за умов атаки: в бокових ракурсах, км   | 0,6 - 15       |
| Час керованого польоту, с                               | до 25          |